# إرنست آخينباخ
إرنست آخينباخ (بالألمانية: Ernst Achenbach) (ولد في 9 أبريل 1909 في زيغن - توفي في 2 ديسمبر 1991 في إسن) هو محامي ودبلوماسي وسياسي للحزب الديمقراطي الحر.

## روابط خارجية
- إرنست آخينباخ على موقع مونزينجر (الألمانية)
- إرنست آخينباخ على موقع ديسكوغز (الإنجليزية)